# FreeDOS
FreeDOS (anciennement PD-DOS) est un système d'exploitation libre compatible avec MS-DOS et les autres systèmes DOS. Il est possible d'installer le système sur une disquette.
Ce projet est lancé en 1994 par un étudiant habitué à utiliser MS-DOS[Qui ?]. La même année, Microsoft annonce l'arrêt du support pour MS-DOS, remplacé par une nouvelle version de Microsoft Windows.
Sous DOS, les utilisateurs de ce système peuvent accomplir des tâches en lançant des programmes à partir de la ligne de commande.
Avec l'arrêt du support de MS-DOS, Microsoft intègre à Windows un émulateur MS-DOS permettant de travailler en ligne de commandes dans une fenêtre Windows.
La ligne de commande DOS continue d'évoluer parallèlement à Windows.
FreeDOS est utilisé dans des émulateurs DOS, des systèmes embarqués et du matériel non compatible avec les systèmes d'exploitation modernes.

## Historique
Plusieurs versions beta et pre-release se sont succédé :
- 0.10 - contenait quelques utilitaires basiques : clear (analogue à cls), echo, more, rem, type, ver, wait (comme pause)
- 0.11 - ajout de date, test, time
- 0.12 - ajout de choose
- 0.13 - corrections d'erreurs et nettoyage
- 0.14 - ajout de tee (comme le 'tee' d'UNIX)
- 0.15 - ajout de bgc (couleur d'arrière plan), fgc (couleur d'avant plan), man (comme le man d'UNIX)

...
- 1.0 - clear remplacé par cls, man remplacé par help, wait remplacé par pause, bgc et fgc intégrés dans cls. Ajout de del, find, reboot, unix2dos.

La version 1.0 est disponible depuis le 3 septembre 2006 sous forme d'une disquette de boot, sous forme de CD-ROM[pas clair].

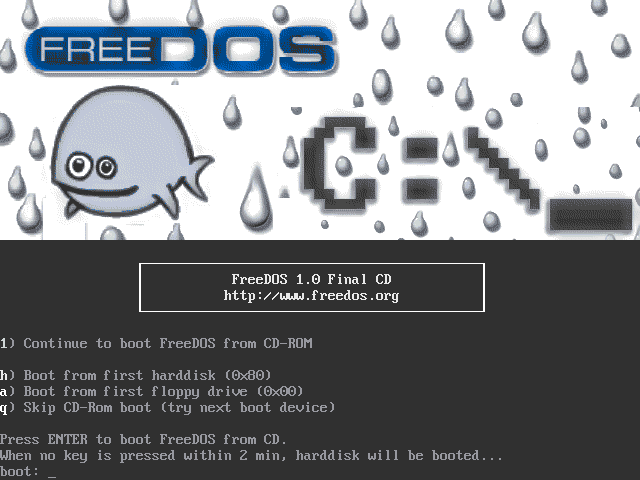
Capture d'écran de FreeDos 1.0

| Version | Statut | Nom de Code | Date              |
| ------- | ------ | ----------- | ----------------- |
| 0.05    | ALPHA  | -           | 12 janvier 1998   |
| 0.1     | BETA   | Orlando     | 25 mars 1998      |
| 0.3     | BETA   | Ventura     | 21 avril 1999     |
| 0.4     | BETA   | Lemur       | 9 avril 2000      |
| 0.5     | BETA   | Lara        | 10 août 2000      |
| 0.6     | BETA   | Midnite     | 18 mars 2001      |
| 0.7     | BETA   | Spears      | 7 septembre 2001  |
| 0.8     | BETA   | Nikita      | 7 avril 2002      |
| 0.9rc1  | BETA   | Methusalem  | juillet 2003      |
| 0.9rc2  | BETA   | -           | 23 août 2003      |
| 0.9rc3  | BETA   | -           | 27 septembre 2003 |
| 0.9rc4  | BETA   | -           | 5 février 2004    |
| 0.9rc5  | BETA   | -           | 20 mars 2004      |
| 0.9     | BETA   | -           | 28 septembre 2004 |
| 0.9sr1  | BETA   | -           | 30 novembre 2004  |
| 0.9sr2  | BETA   | -           | 30 novembre 2005  |
| 1.0     | FINAL  | -           | 3 septembre 2006  |
| 1.1     | FINAL  | -           | 2 janvier 2012    |
| 1.2     | FINAL  | -           | 25 décembre 2016  |
| 1.3     | FINAL  | -           | 20 février 2022   |

## Exemple d'utilisation
```
C:\>dir
 Volume in drive C is FREEDOS
 Volume Serial Number is 4228-11FA

 Directory of C:\

KERNEL   SYS        45,293  08-18-06 11:32a
COMMAND  COM        86,413  08-18-06 12:17a
DOS                  <DIR>  11-14-02 10:43a
FDCONFIG SYS           263  11-14-02 11:05a
EDIT     EXE        62,277  08-11-04  7:38p
EDIT     HLP        29,452  04-28-04  1:22a
         5 file(s)        219,698 bytes
         1 dir(s)       5,402,624 bytes free

C:\>
```